# Hortipes horta
Hortipes horta är en spindelart som beskrevs av Jan Bosselaers och Rudy Jocqué 2000. Hortipes horta ingår i släktet Hortipes och familjen flinkspindlar.
Artens utbredningsområde är Kongo. Inga underarter finns listade i Catalogue of Life.